# 稲葉通孝
稲葉 通孝（いなば みちたか）は、安土桃山時代から江戸時代初期にかけての武将、大名。修理亮。

## 生涯
稲葉貞通の三男として美濃国で生まれる。母は織田信秀の娘（神保・稲葉夫人）。出生年は不明。
慶長5年（1600年）、遠藤慶隆と金森可重が父の居城・八幡城を攻めた際、防戦に努めた。同年12月、父に従い、豊後国臼杵に赴く。のち、従五位下に叙され、臼杵内で1万4150石余を分与される。その後、伏見に退去し、所領は宗家である稲葉典通に与えられた。
慶長11年（1606年）、あるいは同12年（1607年）7月26日、伏見において死去した。
子は、通照（高通）、某（権三郎）、女子。権三郎は徳川頼宣に仕えた。
長男・通照がいることを生前に幕府に届けていなかったために無嗣改易となり、所領は長兄の典通に還付された。通照は寛永元年（1614年）に幕府に召し出され、のちに500俵を給され、子孫は700石の旗本となった。寛政2年（1790年）、通生の代に不行跡により350石に減封され、そのまま明治維新を迎えている。